# Jan Stadnicki (zm. 1739)
Jan Stadnicki herbu Szreniawa bez Krzyża (zm. 1739) – polityk i dyplomata I Rzeczypospolitej.

## Życiorys
Kasztelan kamieniecki, kasztelan lubaczowski w latach 1737–1738, podstoli bełski w latach 1713–1737, marszałek województwa podolskiego w konfederacji dzikowskiej w 1734 roku, dyplomata.
Poseł województwa podolskiego na sejm 1732 roku i sejm nadzwyczajny 1733 roku. W latach 1733–1735 poseł i początkowo przedstawiciel Stanisława Leszczyńskiego w Turcji. Próbował tam zyskać poparcie dla króla Stanisława, w czym pomagali mu ambasador francuski Louis Sauveur Villeneuve i brytyjski George Henry Hay. Dzięki ich wysiłkom August III nie był uznawany w Turcji za prawowitego króla polskiego, a poseł Augusta Józef Małujewicz został przez Turków zatrzymany w Niszu, gdzie zmarł na zarazę.
Gdy hetman Józef Potocki przeszedł na służbę Augusta, powiązany z nim Stadnicki uczynił to także. Otrzymał kolejne listy polecające i pojechał do Turcji, lecz tam nie chciano go przyjąć i kazano wynieść się do Adrianopola. Mimo że ujęli się za nim posłowie austriacki, rosyjski, wenecki i holenderski, Turcy usunęli Stadnickiego siłą (przemocą wepchnęli go na wóz kryty słomą). Stadnicki powrócił jednak wkrótce do Stambułu i „przetrwał” tam jako reprezentant Augusta III do wiosny 1737 roku.